# Kerlés

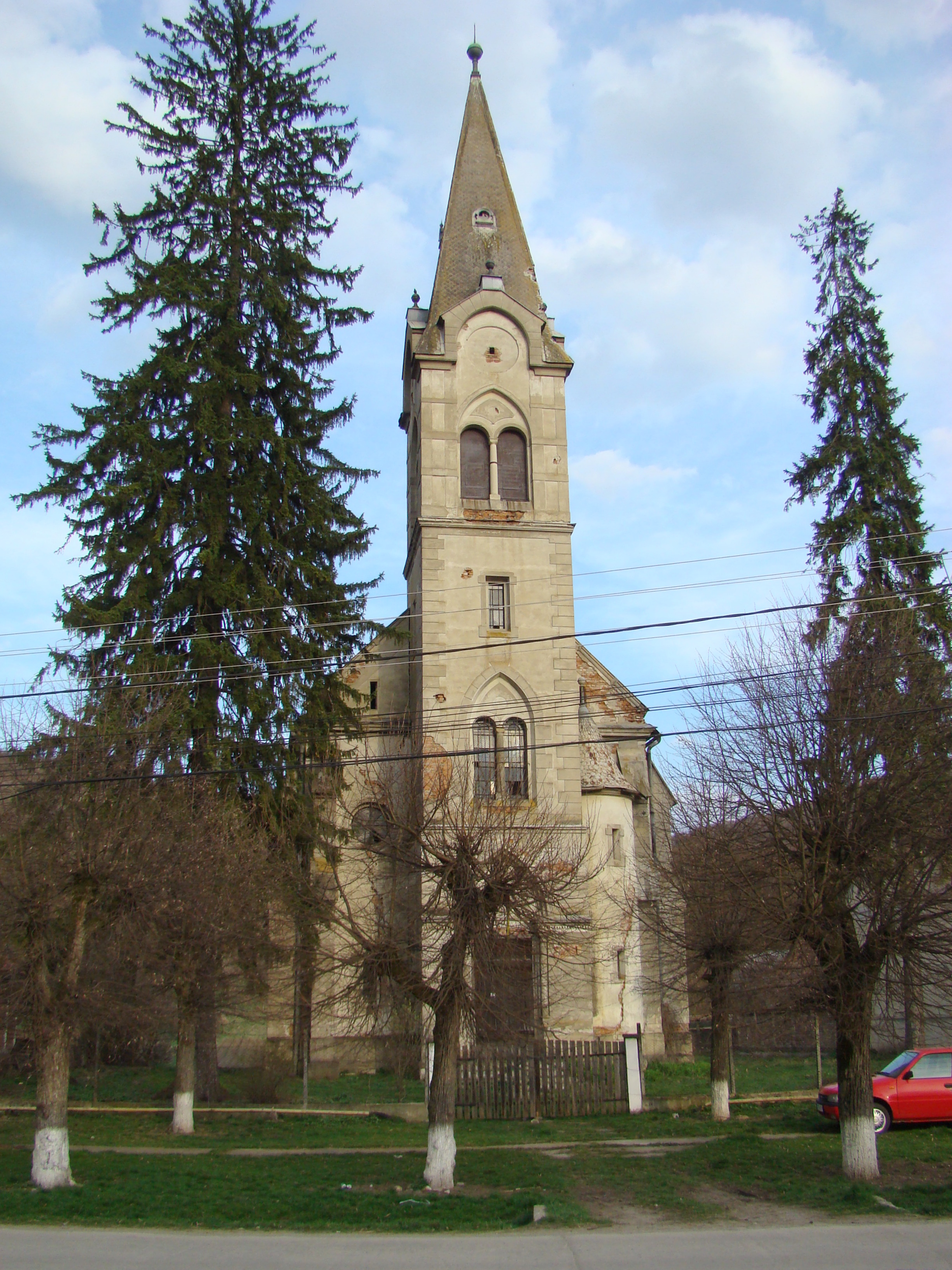
Evangélikus templom

Kerlés (románul: Chiraleș, németül: Kirieleis) falu Romániában, Beszterce-Naszód megyében.

## Fekvése
Besztercétől 24 kilométerre délnyugatra, a Sajó bal partján fekszik.

## Nevének eredete
A legutóbbi időkig mind a magyar, mind a román nyelvészek megalapozottnak találták azt a népi etimológiát, amely szerint neve az ógörög, a római katolikus latin liturgiába is  beépült kürie eleiszon (= Uram irgalmazz) könyörgésből keletkezett. Kiss Lajos szerint a név szláv közvetítéssel került a magyarba. Ferenczi Géza 1992-ben megjelent közleményében a helynevet egy ómagyar kerülős köznévből eredeztette. Ez őrök által használt ösvényt jelenthetett, és jelen esetben az őrök a sárvári várnak szolgáltak volna. Neve Kézai Simonnál Kyrioleis (mint hegy), 1292-ben Kelemenechs, 1587-ben Kerles, 1622-ben Körlös. Nyilvánvaló, hogy – ha nem ez a valós etimon – szász és román lakói a névbe a „kürie eleiszon”-t értették bele: román neve 1733-ban Kiraleizon, a német 1808-ban Kyrileis.

## Története
A határában fekvő Cserhalom (Eichenhügel) hegyen vívták 1068-ban a cserhalmi csatát, amelyben Salamon magyar király, Géza és László hercegekkel legyőzte az Erdélybe betörő Ozul besenyő seregét. Ehhez a csatához fűződik Szent László gyakran ábrázolt lánymentésének legendája; a hagyomány kunoknak tekintette a támadókat, de ők csak később jelentek meg Erdély határán.
Maga a falu a 15–16. században szász lakosságú volt és Doboka vármegyéhez tartozott. Valószínűleg már a 14. században Bálványosvár tartozéka volt és mint ilyen 1463-ban, kúriájával együtt a Bánffy család, 1467-ben a nagyváradi püspökség birtokába került. 1553-ban 18 jobbágy- és 12 zsellércsaládot írtak össze benne. Bálványos lerombolása után a szamosújvári vár tartozéka, az 1610-es évektől a Kemény, a század közepétől a Bethlen család birtoka volt. Ők maradtak legnagyobb birtokosai egészen 1863-ig. 1600-ban még szász lakosságú volt, de 1602-ben elpusztult, úgyhogy egyetlen lélek sem maradt benne. 1622-ben ismét evangélikus egyházközsége volt. 1750-ben 78 jobbágy, 19 zsellér, 12 kóborló és hét cigány családfő lakta. 1765-ben összeírt dűlőnevei már túlnyomórészt román eredetűek. Bethlen Lajos 1803 és 10 között kastélyt építtetett a falu feletti dombra, A park műromját, grottáját és egyéb romantikus ízlésű kellékeit Bodor Péter készítette az 1810-es években. Később ugyanő itt foglalkozott pénzhamisítással is. A kastély a kollektivizálás idején pusztult el.
1848-ban Naszódra hurcolták a faluból Bethlen Lajost, Kendeffy Lajost és Cserényi Dániel főbírót. 1876-ban Szolnok-Doboka vármegyéhez csatolták, a Bethleni járás része volt. 1880 óta a vasút megállóhelye. A szászok 1944 őszi evakuálásáig a Dipsei-patak által két részre osztott falu egyik részében szászok, a másikban románok éltek. 1900 körül a szászok házai helyben kitermelt kőből és rakófából, a románokéi rakófából és paticsból épültek. A szász evangélikusok 1907–08-ban építettek maguknak új templomot, historizáló stílusban. Görögkatolikus fatemplomát 1963-ban restaurálták és a kolozsvári szabadtéri néprajzi múzeumban állították föl.
1880-ban 902 lakosából 422 volt német, 403 román, 61 cigány és 16 magyar anyanyelvű; 444 evangélikus, 416 görögkatolikus, 28 zsidó, 10 református és 4 római katolikus vallású.
2002-ben 467 lakosából 422 volt román, 36 cigány, 6 német és 3 magyar nemzetiségű; 445 ortodox vallású.

## Látnivalók
- A Cserhalmon 1992-ben, László király szenttéavatásának nyolcszázadik évfordulója alkalmából a csíksomlyói ferencesek állítottak emlékkeresztet, majd 1998-ban ugyanott közel tíz méter magas emlékművet avattak fel.
- A Sajósárvár felé vezető út bal oldalán, az egykori kastély mellett nyílik az a Bethlen Lajos által a homokkőbe vágatott barlang, ahová a grófot 1867-ben eltemették. A sírt az első világháború idején rabolták ki. A bejárattól pár lépésre, egy nyílásban „remetelakot” alakítottak ki, amelyben Bodor Péter leleménye, az ajtónyitásra felugró „remete” ijesztgette a látogatókat. Magát a kriptát vasajtó zárta el. A barlang falait domborművekkel, pl. egy homokórát tartó kaszás alakjával díszítették. A kijárat több méter magasan, egy sziklafalra nyílik. A sziklafalba több neves látogató (pl. Jósika Miklós, Döbrentei Gábor, Haynald Lajos, Gyulay Lajos) is bevéste a nevét.[4]
- A falu neogótikus stílusú evangélikus temploma 1907–08-ban, Rudolf Adleff tervei alapján épült. Oltára 1909-ből való, Stefan Römischer munkája.

## Híres emberek
- Itt született 1908-ban Demeter János jogász, antifasiszta ellenálló.